# GU الحوت b
GU الحوت b المعروف بالتسمية (GU Psc b) هو عملاق غازي خارج المجموعة الشمسية يدور حول النجم GU الحوت يقع الكوكب على بُعد 155 سنة ضوئية تقريباً من نظامنا الشمسي في اتجاه كوكبة الحوت.

## خصائص
GU الحوت b عملاق غازي يدور حول النجم GU الحوت في مدار كبير للغاية يبلغ 2000 وحدة فلكية خلال فترة مدارية قد تستغرق 163,000 تقريباً  وتقدر كتلة الكوكب بنحو 9 إلى 13 كتلة مشترية ودرجة حرارة سطحة 1,050 ك (780 °م؛ 1,430 °ف) 

## الاكتشاف
أكتشف الكوكب في 2014 بالتصوير المباشر من خلال الجمع بين عمليات رصد أجريت باستخدام مرصد جيميني الجنوبي، ومرصد جبل مونتغانتيك، ومقراب كندا-فرنسا وهاواي ومرصد كيك. من قبل فريق دولي من علماء الفلك بقيادة ماري-إيف نود من جامعة مونتريال في كيبك.

## ملحوظة
1. ↑  هناك خطأ في البيان الصحفي المؤرشف بتاريخ 21 مايو 2014، في آلة واي باك مشين والذي كررته وسائل الإعلام المختلفة. باستخدام قانون كبلر 3 وعلى افتراض أن مدار الكوكب دائري حول نجم كتلتة 0.3 كتلة شمسية، والتقدير الصحيح للفترة المدارية لهذا الكوكب هو ~ 163،000 سنة، وليس 80،000 سنة.